# Five Nations 1925
Die Ausgabe 1925 des jährlich ausgetragenen Rugby-Union-Turniers Five Nations (seit 2000 Six Nations) fand vom 1. Januar bis zum 27. März statt. Turniersieger wurde Schottland, das mit Siegen gegen alle anderen Teilnehmer zum ersten Mal den Grand Slam schaffte, mit Siegen gegen alle britischen Mannschaften auch die Triple Crown. Die Schotten trugen ihre Heimspiele erstmals im Murrayfield Stadium aus.

## Teilnehmer
| Land       | Stadion                            | Stadt             | Kapitän                                                   |
| ---------- | ---------------------------------- | ----------------- | --------------------------------------------------------- |
| England    | Twickenham Stadium                 | London            | Wavell Wakefield                                          |
| Frankreich | Stade Olympique                    | Colombes          | François Borde / Aimé Cassayet-Armagnac / Roger Piteu     |
| Irland     | Lansdowne Road / Ravenhill Stadium | Dublin / Belfast  | William Crawford                                          |
| Schottland | Murrayfield Stadium                | Edinburgh         | Phil Macpherson / Dan Drysdale                            |
| Wales      | Cardiff Arms Park / St Helen’s     | Cardiff / Swansea | Tom Johnson / Steve Morris / Arthur Cornish / Idris Jones |

## Tabelle
|    | Land       | Spiele | Siege | Unent. | Ndlg. | Spiel- punkte | Diff. | Tabellen- punkte |
| -- | ---------- | ------ | ----- | ------ | ----- | ------------- | ----- | ---------------- |
| 1. | Schottland | 4      | 4     | 0      | 0     | 77:37         | + 40  | 8                |
| 2. | Irland     | 4      | 2     | 1      | 1     | 42:26         | + 16  | 5                |
| 2. | England    | 4      | 2     | 1      | 1     | 42:37         | + 5   | 5                |
| 4. | Wales      | 4      | 1     | 0      | 3     | 34:60         | − 26  | 2                |
| 5. | Frankreich | 4      | 0     | 0      | 4     | 23:58         | − 35  | 0                |

## Ergebnisse
| 1. Januar 1925 | Frankreich       | 3 : 9         | Irland                                                         | Stade Olympique, Colombes Zuschauer: 35.000 Schiedsrichter: J. McGill (Schottland) |
| 1. Januar 1925 | Versuche: Ribère | (3:0) Bericht | Versuche: Gardiner G. Stephenson Straftritte: William Crawford | Stade Olympique, Colombes Zuschauer: 35.000 Schiedsrichter: J. McGill (Schottland) |

| 17. Januar 1925 | England                                                             | 12 : 6 | Wales                  | Twickenham Stadium, London Zuschauer: 35.000 Schiedsrichter: Alfred Lawrie (Schottland) |
| 17. Januar 1925 | Versuche: Hamilton-Wickes Kittermaster Voyce Straftritte: Armstrong | (6:3)  | Versuche: James Thomas | Twickenham Stadium, London Zuschauer: 35.000 Schiedsrichter: Alfred Lawrie (Schottland) |

| 24. Januar 1925 | Schottland                                                           | 25 : 4        | Frankreich           | Murrayfield Stadium, Edinburgh Zuschauer: 20.000 Schiedsrichter: E. C. Wheeler (Irland) |
| 24. Januar 1925 | Versuche: Gillies Smith (4) Wallace (2) Erhöhungen: Drysdale Gillies | (5:4) Bericht | Dropgoals: du Manoir | Murrayfield Stadium, Edinburgh Zuschauer: 20.000 Schiedsrichter: E. C. Wheeler (Irland) |

| 7. Februar 1925 | Wales                                                                  | 14 : 24        | Schottland                                                               | St Helen’s, Swansea Zuschauer: 40.000 Schiedsrichter: James Baxter (England) |
| 7. Februar 1925 | Versuche: Cornish Hopkins Jones Erhöhungen: Parker Straftritte: Parker | (0:18) Bericht | Versuche: Smith (4) Wallace (2) Erhöhungen: Drysdale Dropgoals: Drysdale | St Helen’s, Swansea Zuschauer: 40.000 Schiedsrichter: James Baxter (England) |

| 14. Februar 1925 | England                 | 6 : 6         | Irland                         | Twickenham Stadium, London Schiedsrichter: Tommy Vile (Wales) |
| 14. Februar 1925 | Versuche: Smallwood (2) | (6:0) Bericht | Versuche: Hewitt H. Stephenson | Twickenham Stadium, London Schiedsrichter: Tommy Vile (Wales) |

| 28. Februar 1925 | Irland                                                             | 8 : 14        | Schottland                                                             | Lansdowne Road, Dublin Schiedsrichter: Albert Freethy (Wales) |
| 28. Februar 1925 | Versuche: H. Stephenson Erhöhungen: Crawford Straftritte: Crawford | (0:5) Bericht | Versuche: MacMyn Wallace Erhöhungen: Drysdale Dykes Dropgoals: Waddell | Lansdowne Road, Dublin Schiedsrichter: Albert Freethy (Wales) |

| 28. Februar 1925 | Wales                                          | 11 : 5        | Frankreich                                   | Cardiff Arms Park, Cardiff Zuschauer: 28.000 Schiedsrichter: Wallace Harland (Irland) |
| 28. Februar 1925 | Versuche: Delahay Finch (2) Erhöhungen: Parker | (3:0) Bericht | Versuche: de Laborderie Erhöhungen: Ducousso | Cardiff Arms Park, Cardiff Zuschauer: 28.000 Schiedsrichter: Wallace Harland (Irland) |

| 14. März 1925 | Irland | 19 : 3        | Wales              | Ravenhill Stadium, Belfast Schiedsrichter: James Baxter (England) |
| 14. März 1925 | Versuche: Browne Millin G. Stephenson H. Stephenson Erhöhungen: G. Stephenson (2) Straftritte: Stephenson | (8:0) Bericht | Versuche: Turnbull | Ravenhill Stadium, Belfast Schiedsrichter: James Baxter (England) |

| 21. März 1925 | Schottland                                                               | 14 : 11       | England                                                                            | Murrayfield Stadium, Edinburgh Zuschauer: 70.000 Schiedsrichter: Albert Freethy (Wales) |
| 21. März 1925 | Versuche: Nelson Wallace Erhöhungen: Drysdale Gillies Dropgoals: Waddell | (5:8) Bericht | Versuche: Hamilton-Wickes Wakefield Erhöhungen: Luddington Straftritte: Luddington | Murrayfield Stadium, Edinburgh Zuschauer: 70.000 Schiedsrichter: Albert Freethy (Wales) |

| 13. April 1925 | Frankreich                                             | 11 : 13        | England                                                                            | Stade Olympique, Colombes Zuschauer: 30.000 Schiedsrichter: Albert Freethy (Wales) |
| 13. April 1925 | Versuche: Barthe Besson Cluchague Erhöhungen: Ducousso | (5:13) Bericht | Versuche: Hamilton-Wickes Wakefield Erhöhungen: Luddington Straftritte: Luddington | Stade Olympique, Colombes Zuschauer: 30.000 Schiedsrichter: Albert Freethy (Wales) |